# 长时段
长时段（法语：longue durée；法语发音： [lɔ̃ɡ dyʁe]；英语：long term）是法国年鉴学派研究历史的方法。

## 简介
长时段优先考虑长期的历史结构，而不是西蒙（François Simiand）所说的事件史（histoire événementielle），即编年史家和记者领域的短期时间尺度。长时段历史专注于几乎永久或缓慢演变的结构，并用更广泛的相貌学（prosopography）综合取代精英传记。 长时段研究的关键是检视更长的时间段并从历史趋势和模式中得出结论。